# Weißscheitelfälkchen

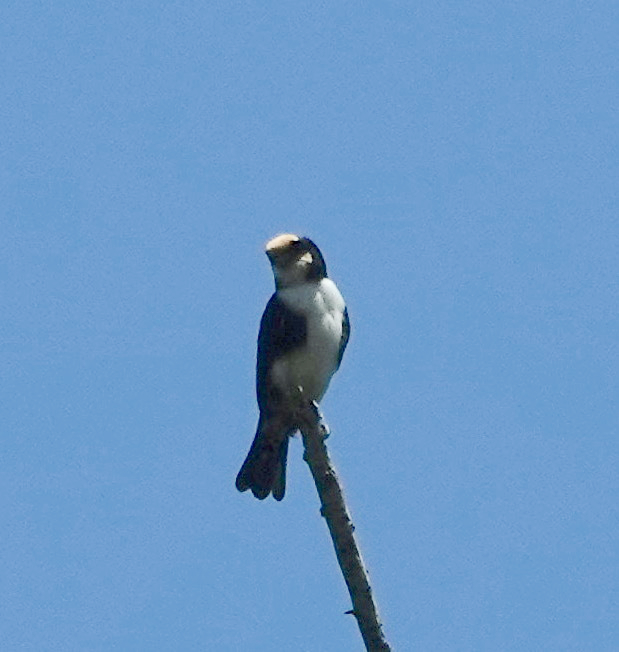
Weißscheitelfälkchen

Verbreitungsgebiet des Weißscheitelfälkchens (Microhierax latifrons) nach IUCN-Daten

Das Weißscheitelfälkchen (Microhierax latifrons, Syn. Falco latifrons) ist ein Vogel aus der Familie der Falkenartigen (Falconidae).
Der Vogel kommt endemisch auf Borneo in Sabah und Sarawak vor.
Das Verbreitungsgebiet umfasst subtropischen oder tropischen feuchten Tieflandwald und Kulturland bis 1200 m Höhe.

## Beschreibung
Das Weißscheitelfälkchen ist 14–17 cm groß, wiegt zwischen 35 und 65 g, die Flügelspannweite beträgt 28–31 cm. Das Weibchen ist größer und schwerer als das Männchen.
Die Oberseite ist glänzend bläulich-schwarz, die Stirn beim Männchen ist weiß, beim Weibchen rötlich-braun. Das Gesicht hat eine schwarze Maske, die Wachshaut ist auch schwarz. Der Schwanz ist dunkelgrau, die Unterseite hell, Flanken, Oberschenkel und Füße sind schwarz.

## Stimme
Der Ruf des Männchens ist nicht dokumentiert.

## Lebensweise
Die Nahrung besteht hauptsächlich aus Insekten, hauptsächlich Libellen und Schmetterlingen wie Augenfaltern und Edelfaltern, auch Bienen und kleinen Vögeln, die meist in Baumwipfeln gejagt werden.
Die Brutzeit liegt zwischen März und April oder Juni bis Dezember. Genistet wird gerne in Höhlen in der Gabel kleiner Bäume wenige Meter über dem Boden, aber auch in Spechthöhlen in 6 bis 10 m Höhe.
Das Gelege besteht aus 2 bis 3 Eiern. Beide Geschlechter beteiligen sich am Brutgeschäft.

## Gefährdungssituation
Der Bestand gilt als potentiell gefährdet (Near Threatened) aufgrund von Habitatverlust.